# Îles Vierges des États-Unis aux Jeux olympiques d'été de 2016
Les Îles Vierges des États-Unis participent aux Jeux olympiques d'été de 2016 à Rio de Janeiro, au Brésil. Il s'agit de sa 12e participation aux Jeux olympiques d'été.

## Athlétisme

### Homme

#### Course
| Athlètes     | Compétitions     | Série   | Série | Demi-Finales | Demi-Finales | Finale  | Finale  |
| ------------ | ---------------- | ------- | ----- | ------------ | ------------ | ------- | ------- |
| Athlètes     | Compétitions     | Temps   | Rang  | Temps        | Rang         | Temps   | Rang    |
| Eddie Lovett | 110 mètres haies | 13 s 77 | 8e    | Éliminé      | Éliminé      | Éliminé | Éliminé |

#### Concours
| Athlètes       | Compétitions | Série    | Série | Finale   | Finale  |
| -------------- | ------------ | -------- | ----- | -------- | ------- |
| Athlètes       | Compétitions | Résultat | Rang  | Résultat | Rang    |
| Muhammad Halim | Triple saut  | NM       | /     | Éliminé  | Éliminé |

### Femme

#### Course
| Athlètes               | Compétitions | Série   | Série | Demi-finales | Demi-finales | Finale   | Finale   |
| ---------------------- | ------------ | ------- | ----- | ------------ | ------------ | -------- | -------- |
| Athlètes               | Compétitions | Temps   | Rang  | Temps        | Rang         | Temps    | Rang     |
| LaVerne Jones-Ferrette | 200 mètres   | 23 s 35 | 6e    | Éliminée     | Éliminée     | Éliminée | Éliminée |

## Natation
| Athlète       | Épreuve   | Séries        | Séries | Demi-finales | Demi-finales | Finale   | Finale   |
| Athlète       | Épreuve   | Temps         | Rang   | Temps        | Rang         | Temps    | Rang     |
| ------------- | --------- | ------------- | ------ | ------------ | ------------ | -------- | -------- |
| Caylee Watson | 100 m dos | 1 min 07 s 19 | 30e    | Éliminée     | Éliminée     | Éliminée | Éliminée |